# Neoeutrypanus nobilis
Neoeutrypanus nobilis är en skalbaggsart som först beskrevs av Bates 1864.  Neoeutrypanus nobilis ingår i släktet Neoeutrypanus och familjen långhorningar. Inga underarter finns listade i Catalogue of Life.